# Nystalus
Nystalus là một chi chim trong họ Bucconidae.